# 周勤之
周勤之（1927年11月23日—2022年6月7日），浙江上虞人，机械制造工艺与设备专家，中国工程院院士，东华大学教授，中国静压轴承开创人之一。

## 履历[2]
- 1950年，于中华工商专科学校毕业。
- 1995年，当选中国工程院院士。